# Desa Situsari (administrativ by i Indonesien, lat -6,98, long 108,40)
Desa Situsari är en administrativ by i Indonesien.   Den ligger i provinsen Jawa Barat, i den västra delen av landet, 190 km öster om huvudstaden Jakarta.